# Tu sì 'na cosa grande
Tu sì 'na cosa grande è un brano musicale del cantautore italiano Domenico Modugno, pubblicato nel settembre 1964 come 1º brano dell'LP Modugno.
Con il testo di Roberto Gigli e la musica di Domenico Modugno vinse il Festival di Napoli del 1964 nelle interpretazioni dell'autore e di Ornella Vanoni.
na cosa ca tu stessa nun saje,

na cosa ca nun aggio avuto maje,

nu bene accussì, accussì grande.»
(Roberto Gigli)

## Altre versioni
- Mina, Renato Zero, Nino D'Angelo, Claudio Villa, Alex Baroni, Sergio Cammariere, Radiodervish, Gigi Finizio, Anna Tatangelo, Ultimo, Vanessa Paradis, Gennaro Cosmo Parlato con Giusy Ferreri, Michela Andreozzi (vocalist per Nicole Grimaudo, nella compilation Non è la Rai gran finale del 1995), Alberto Urso, Luca Maris, Donato Maffei, Sal da Vinci nell'album Anime napoletane (2009).
- Fausto Papetti, album del 2003 L'amore è una cosa meravigliosa (D.V. More Record, CD DV 6660)